# Геміморфіт

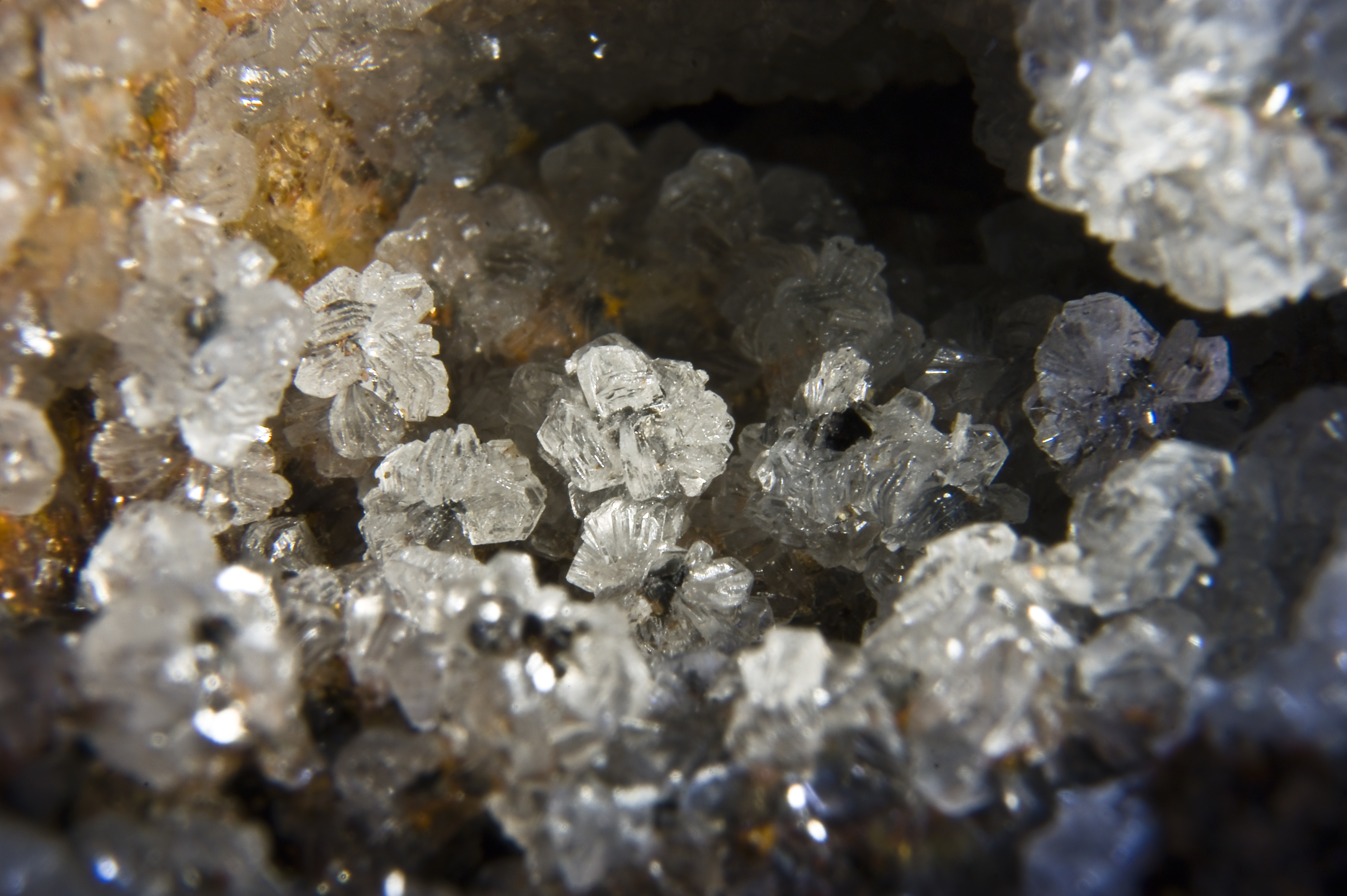
Геміморфіт-цезароліт

Геміморфіт — мінерал класу силікатів.
Синонім — каламін (лат. Calamia). Міжнародне гемологічне скорочення — gmm.

## Етимологія та історія
Назва пов'язана зі «стислою» формою кристалів. Термін стосується геміморфних (напівформних) кристалічних форм, які часто зустрічаються в природі. Цей термін ввів німецький мінералог Густав Адольф Кенготт (1818—1897) у 1853 році. Вперше описаний ним же як самостійний мінерал.
Однак цей мінерал був відомий німецькому мінералогу Й. Ф. Августу Брайтхаупту (1791 — 1873) принаймні з 1823 року. А раніше як «каламін». Однак  британський хімік і мінералог Джеймс Л. М. Смітсон (1765 — 1829) ввів термін «діатомовий каламін» у 1802 році, щоб відрізнити його від благородного каламін-смітсоніту.
Типовою місцевістю вважається шахтарський район Бейца (угор. Rézbánya) в повіті Біхор в Румунії.

## Загальний опис
Формула: Zn4[Si2O7] (OH)2 x H2O.
Містить (%): 67,5 ZnO, 25 SiO2; 7,5 H2O. Домішки: Pb, Fe, Ca, Mg, Ti, Al, Cd.
Сингонія ромбічна.
Структура острівна.
Зустрічається у вигляді волокнистих, радіально-променистих, ниркоподібних або сталактитових агрегатів, а також у вигляді дрібних кристалів, які утворюють кірки і друзи. Кристали тонкопластинчасті, таблитчасті, часто подовжені. Відомі двійники по (001). Безбарвний, білий, блакитний, жовтий або зеленуватий.
Блиск скляний. Крихкий.
Твердість 4-5.
Густина 3,45.
Має піроелектричні властивості. Зустрічається в зоні окиснення свинцево-цинкових родовищ.
Асоціює зі смітсонітом, церуситом, кальцитом, сфалеритом, ґаленітом, гідроксидами заліза, англезитом, аурихальцитом, розазитом, гідроцинкітом, хризоколою.
Знахідки: Колдбек Феллс, Камбрія, Англія; Банська Штявниця, Центральна Словаччина; Мореснет — нейтральна територія,  де зараз перетинаються кордони Німеччини, Бельгії та Нідерландів; у Німеччині у Фрайберг та Альтенберг, Саксонія. Острів Сардинія, Італія. Поблизу м. Ісфахан, Іран. У США в штатах Нью-Джерсі, Юта, Колорадо, Монтана. У штатах Чіуауа і Дуранго Мексика.
Значні скупчення — в Центр. Казахстані, Польщі (Верх. Сілезія), Забайкаллі. Може використовуватися як цинкова руда. Збагачується флотацією.